# ويكيبيديا القرغيزية
ويكيبيديا القيرغيزية (بالقيرغيزية: Кыргыз Уикипедиясы)‏، هي إصدار باللغة القيرغيزية لموسوعة ويكيبيديا ضمن مشروع ويكيميديا، رمز كودها الويكيبيدي معرَّف ب(ky)
واللغة القيرغيزية هي لغة قيرغيزستان الرسمية، وعدد الناطقين بها حوالي 3 مليون، هي لغة تركية شبيهة جدا بالقازاقية. حاليا تكتب بالأبجدية السريلية (بإضافة 3 حروف مقارنة بالروسية) في قيرغيزستان وبالخط العربي في الصين. وهي لغة موجودة بقيرغيزستان أساسا، وأفغانستان، وباكستان، وطاجيكستان، وشينجيانغ (الصين). وحروف الكتابة أبجدية عربية، وأبجدية سريلية (قيرغيزية مختلفة). وهي من ضمن اللغات الألطية والتركية الغربية.

## أرقام وإحصاءات
إلى حدود إحصاءات 29 من نوفمبر 2015، تحتوي ويكيبيديا القيرغيزية على 48,186 مقالة، و225,589 تعديل و 12,167 مستخدم مسجل بينهم 65 مستخدما نشيطا في الشهر الأخير من تاريخ الإحصاءات المشار إليها أعلاه، و 3 إداريين، ورُفعت إليها حوالي 2,647 صورة.
| عدد المستخدمين المسجلين | عدد المستخدمين النشيطين | عدد الات | صفحات المحتوى | عدد التعديلات | عدد الملفات المرفوعة | عدد الإداريين |
| ----------------------- | ----------------------- | -------- | ------------- | ------------- | -------------------- | ------------- |
| 43٬408                  | 98                      | 75٬959   | 109٬314       | 512٬054       | 2٬679                | 3             |

## التقدم
- 14 سبتمبر 2012 أنشئت المقالة رقم 10000.
- 17 أكتوبر 2012 أنشئت المقالة رقم 15000.
- 6 نوفمبر 2012 أنشئت المقالة رقم 16000.
- 12 نوفمبر 2012 أنشئت المقالة رقم 17000.
- 13 نوفمبر 2012 أنشئت المقالة رقم 18000.
- 24 نوفمبر 2012 أنشئت المقالة رقم 19000.
- 9 ديسمبر 2012 أنشئت المقالة رقم 20000.
- 24 أغسطس 2015 أنشئت المقالة رقم 35000.
- 3 سبتمبر 2015 أنشئت المقالة رقم 38000.
- 4 سبتمبر 2015 أنشئت المقالة رقم 39000.
- 15 يناير 2016 أنشئت المقالة رقم 53000.
- 8 أغسطس 2020 أنشئت المقالة رقم 80000.

## التعديلات حسب البلد
| \| التعديلات حسب الدولة بالنسبة المئوية \| التعديلات حسب الدولة بالنسبة المئوية \| التعديلات حسب الدولة بالنسبة المئوية \| التعديلات حسب الدولة بالنسبة المئوية \| التعديلات حسب الدولة بالنسبة المئوية \| \| ---------------------------------------------------- \| ------------------------------------ \| ------------------------------------ \| ------------------------------------ \| ------------------------------------ \| \| البلد \| \| \| \| \| \| قرغيزستان \| قرغيزستان \| \| 80.5% \| 80.5% \| \| الصين \| الصين \| \| 7.8% \| 7.8% \| \| فرنسا \| فرنسا \| \| 3.8% \| 3.8% \| \| روسيا \| روسيا \| \| 2.5% \| 2.5% \| \| الولايات المتحدة \| الولايات المتحدة \| \| 2.4% \| 2.4% \| \| ألمانيا \| ألمانيا \| \| 1.2% \| 1.2% \| \| كازاخستان \| كازاخستان \| \| 1.0% \| 1.0% \| \| آخرى \| آخرى \| \| 1.0% \| 1.0% \| \| أخذت هذه الأرقام في 1 سبتمبر 2018 و30 سبتمبر 2018[4] \| \| \| \| \| |                  |  |       |       |
| التعديلات حسب الدولة بالنسبة المئوية |                  |  |       |       |
| البلد |                  |  |       |       |
| قرغيزستان | قرغيزستان        |  | 80.5% | 80.5% |
| الصين | الصين            |  | 7.8%  | 7.8%  |
| فرنسا | فرنسا            |  | 3.8%  | 3.8%  |
| روسيا | روسيا            |  | 2.5%  | 2.5%  |
| الولايات المتحدة | الولايات المتحدة |  | 2.4%  | 2.4%  |
| ألمانيا | ألمانيا          |  | 1.2%  | 1.2%  |
| كازاخستان | كازاخستان        |  | 1.0%  | 1.0%  |
| آخرى | آخرى             |  | 1.0%  | 1.0%  |
| أخذت هذه الأرقام في 1 سبتمبر 2018 و30 سبتمبر 2018 |                  |  |       |       |